# Kruse-Speicher
Der Kruse-Speicher in Wismar am Alten Hafen, Stockholmer Straße, steht unter Denkmalschutz. Das Gebäude sollte seit 2020/21 als Feriendomizil genutzt werden.

## Geschichte

Baumhaus, Ohlerich-Speicher und Kruse-Speicher (rechts)

Der siebengeschossige 22 Meter hohe verklinkerte Getreidespeicher (Silo 2) wurde 1940 fertiggestellt. Bauherr war das Getreidehandelsunternehmen des Hamburger Kaufmanns Peter Kruse; der Architekt war F. Wucherpfennig. Der Speicher bildete mit dem älteren Thormann-Speicher, dem Löwe-Speicher (Silo 1, 1935) und dem Ohlerich-Speicher (Silo 3, 1938) ein Ensemble. 1967 errichtete die VEAB/VEB Getreidewirtschaft neben dem Kruse-Speicher ein fünfgeschossiges Sozialgebäude, das heute ebenfalls unter Denkmalschutz steht.
Der Speicher steht unter dem besonderen Schutz der UNESCO, nachdem die Altstadt und der Alte Hafen von Wismar 2002 in die Welterbeliste aufgenommen wurden. 2017 erhielten Pläne für einen Umbau zu einem Feriendomizil mit 39 Wohnungen die Zustimmung des Sachverständigenbeirats der UNESCO. Danach darf die geschlossene Fassade durch Fenster geöffnet werden. Einige der neuen Fenster werden mit einem kleinen filigranen Balkon versehen. Neue Decken wurden eingebaut. Im Erdgeschoss wurden Flächen für Gewerbeeinheiten und eine Cafeteria ausgebaut.
Die Umbauarbeiten für das Projekt Wismar-Hafenspitze werden von 2017 bis 2020/21 durchgeführt. Zum Vorhaben gehört auch das benachbarte frühere fünfgeschossige Werkstatt- und Sozialgebäude von 1967 mit 35 Wohnungen. Die Umbauten beider Gebäude sollen geschätzt rund 14 Millionen Euro kosten, davon 8 Millionen Euro für den Kruse-Speicher.